# 云龙火车站 (地铁)
云龙火车站是浙江省宁波市建设中的一座高架市域铁路车站，属于宁波轨道交通12号线。车站计划于2027年启用。

## 车站形制
云龙火车站位于宁波市鄞州区云龙镇锁岚路、陈定路交叉口西北，沿锁岚路南北向布置，西侧为铁路云龙站。车站为高架三层侧式车站，长100米，宽22.7米，总建筑面积为6956平方米。

## 出口
云龙火车站规划设置2个出口。